# Jean-François Domergue
Jean-François Domergue (Bordeaux, 1957. június 23. –) Európa-bajnok francia labdarúgó, hátvéd, edző.

## Pályafutása

### Klubcsapatban
1969-ben kezdte a labdarúgást a Bordeaux korosztályos csapatában, ahol 1975-ben mutatkozott be az első csapatban. 1980 és 1982 között a Lille, 1982-83-ban az Olympique Lyon, 1983 és 1986 között a Toulouse, 1986 és 1988 között az Olympique Marseille labdarúgója volt. 1988-89-ben az SM Caen csapatában szerepelt és itt fejezte be az aktív labdarúgást.

### A válogatottban
1984 és 1987 között kilenc alkalommal szerepelt a francia válogatottban és két gólt szerzett. 1984-ben a hazai rendezésű Európa-bajnokságon aranyérmes lett a válogatottal.

### Edzőként
2000 és 2004 között a Le Havre, 2004 és 2007 között a Montpellier vezetőedzője volt.

## Sikerei, díjai
Franciaország
- Európa-bajnokság
  - aranyérmes: 1984, Franciaország